# (37358) 2001 UM10
2001 UM10 (asteroide 37358) é um asteroide da cintura principal. Possui uma excentricidade de 0.20920600 e uma inclinação de 2.44117º.
Este asteroide foi descoberto no dia 18 de outubro de 2001 por William Kwong Yu Yeung em Desert Eagle.